# Голишів (Рівненський район)
Го́лишів — село в Зорянській сільській громаді Рівненського району Рівненської області України. Населення становить 1056 осіб.
Назва Голишів походить від прізвища Голиш. Воно засвідчене в 1603 році   (Данило Голиш, Холоп, Новгород).
На сьогодні в селі працює 5 магазинів, відділення зв'язку, дитсадок, школа, ФАП. Зараз у Голишеві є 295 дворів.

## Бібліотека
Голишівська ПШБ  входить в Рівненську районну централізовану систему публічно — шкільних бібліотек. ПШБ с. Голишів обслуговує жителів трьох населених пунктів: с. Голишів — в приміщенні школи с. Старожуків — в приміщенні клубу, с. Білів — шкільний відділ в с. Білів. Користувачами бібліотеки є 740 сільських жителів, 330 з них — діти. Працівник бібліотеки: зав. ПШБ Яцук В. М. Освіта вища, фахова. Стаж роботи — 28 років.
Увазі користувачів представлені книжково-ілюстративні виставки, які приваблюють повнотою добору літератури та її актуальністю.

Бібліотека максимально забезпечує доступ користувачів до необхідної інформації. З цією метою у книгозбірні функціонує інформаційний куточок. Основні його розділи: бібліотека інформує; бібліотека і читач; Служба зайнятості — до ваших послуг.

## Населення

### Мова
Розподіл населення за рідною мовою за даними перепису 2001 року:
| Мова       | Кількість | Відсоток |
| ---------- | --------- | -------- |
| українська | 1083      | 99.72%   |
| російська  | 2         | 0.19%    |
| румунська  | 1         | 0.09%    |
| Усього     | 1086      | 100%     |

## Галерея

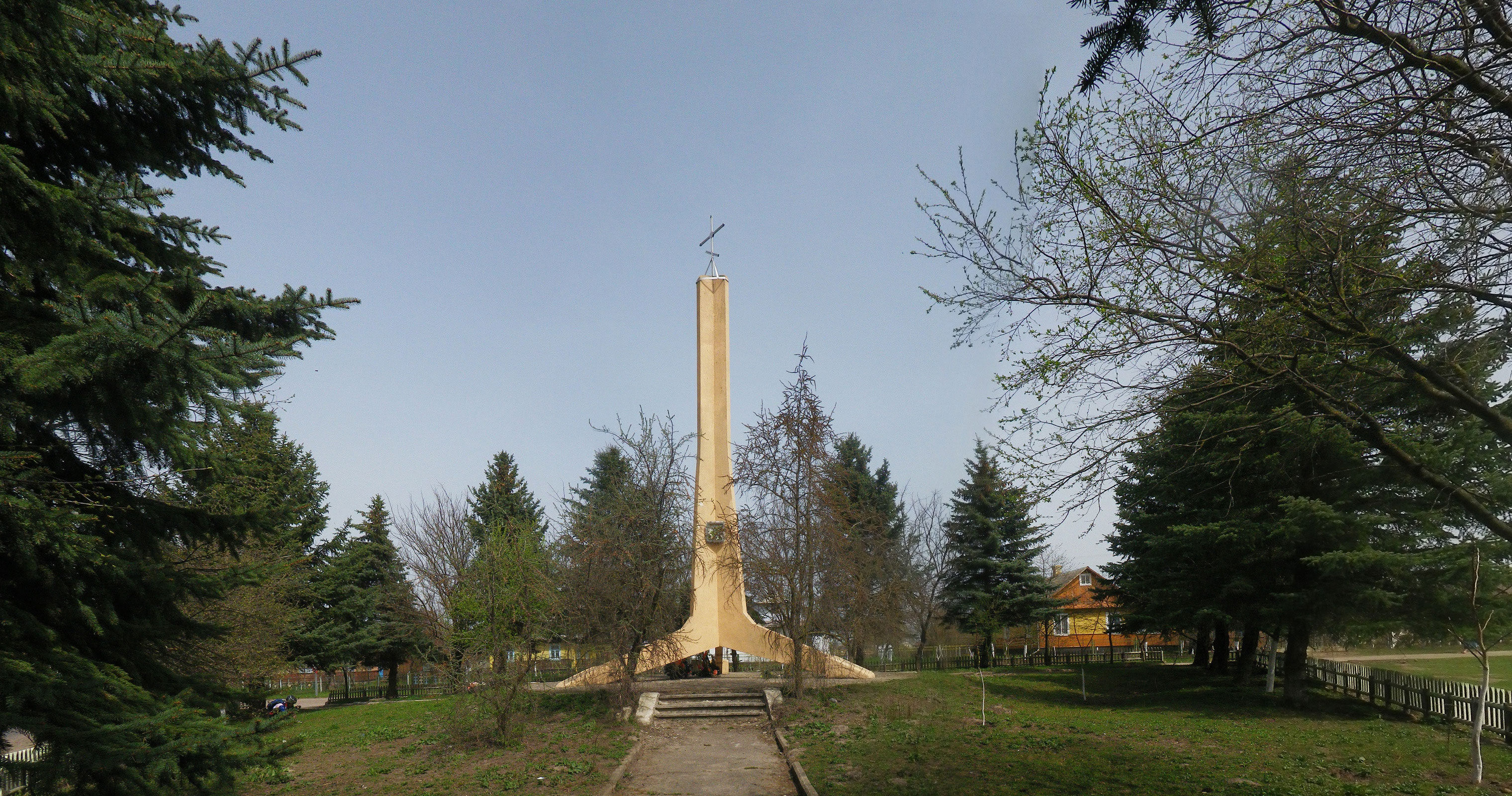
Пам'ятник
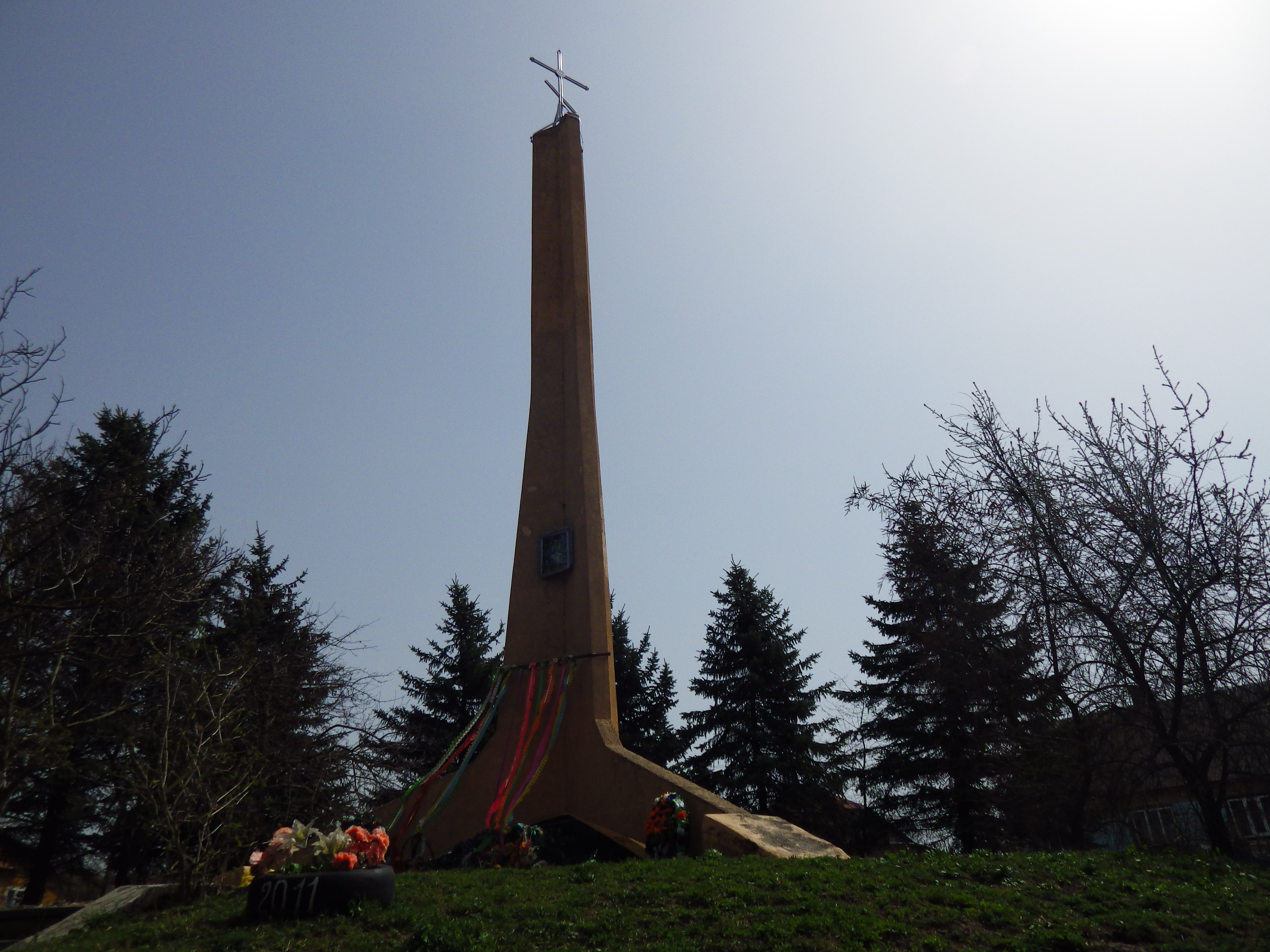
Пам'ятник
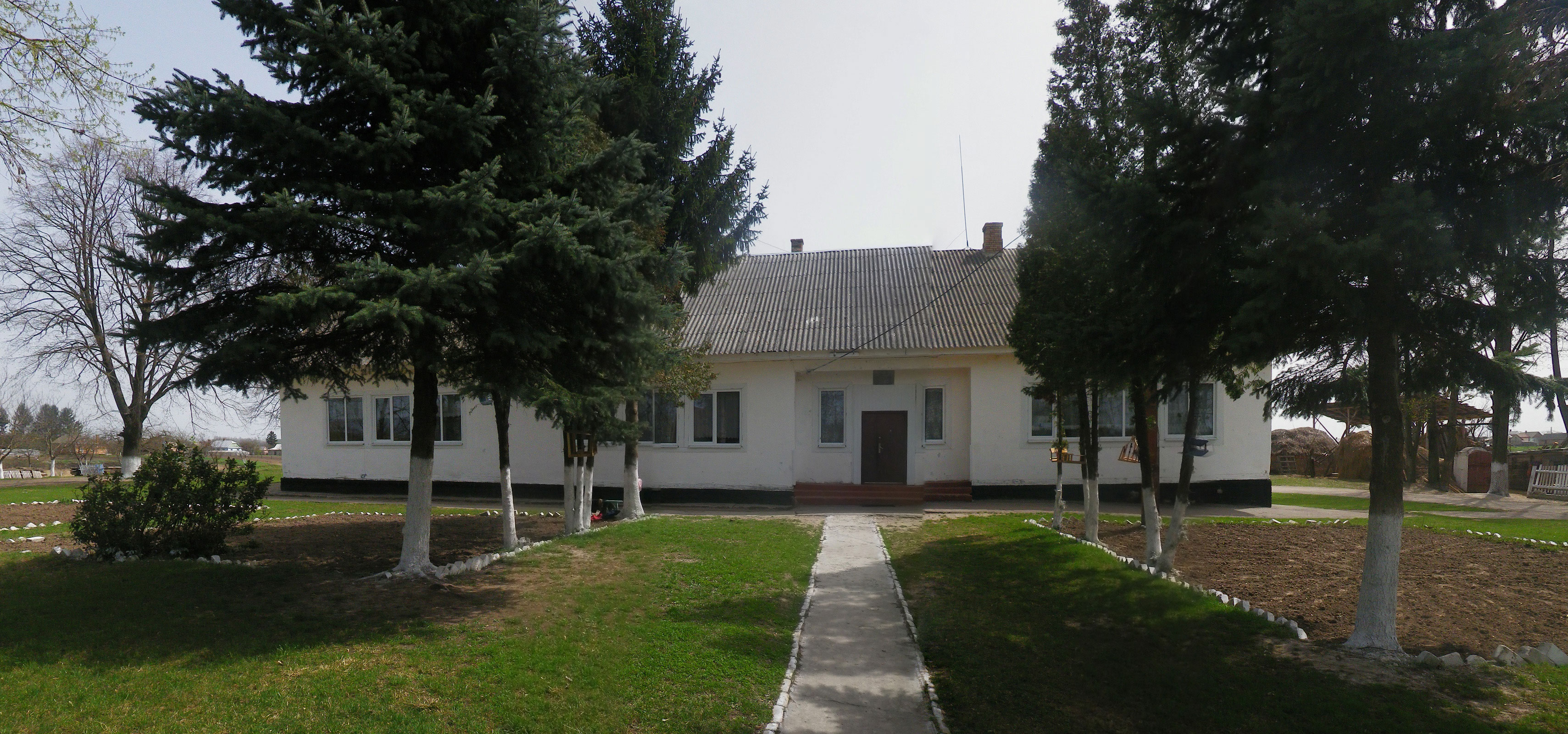
Загальноосвітня школа 1-2 ступенів
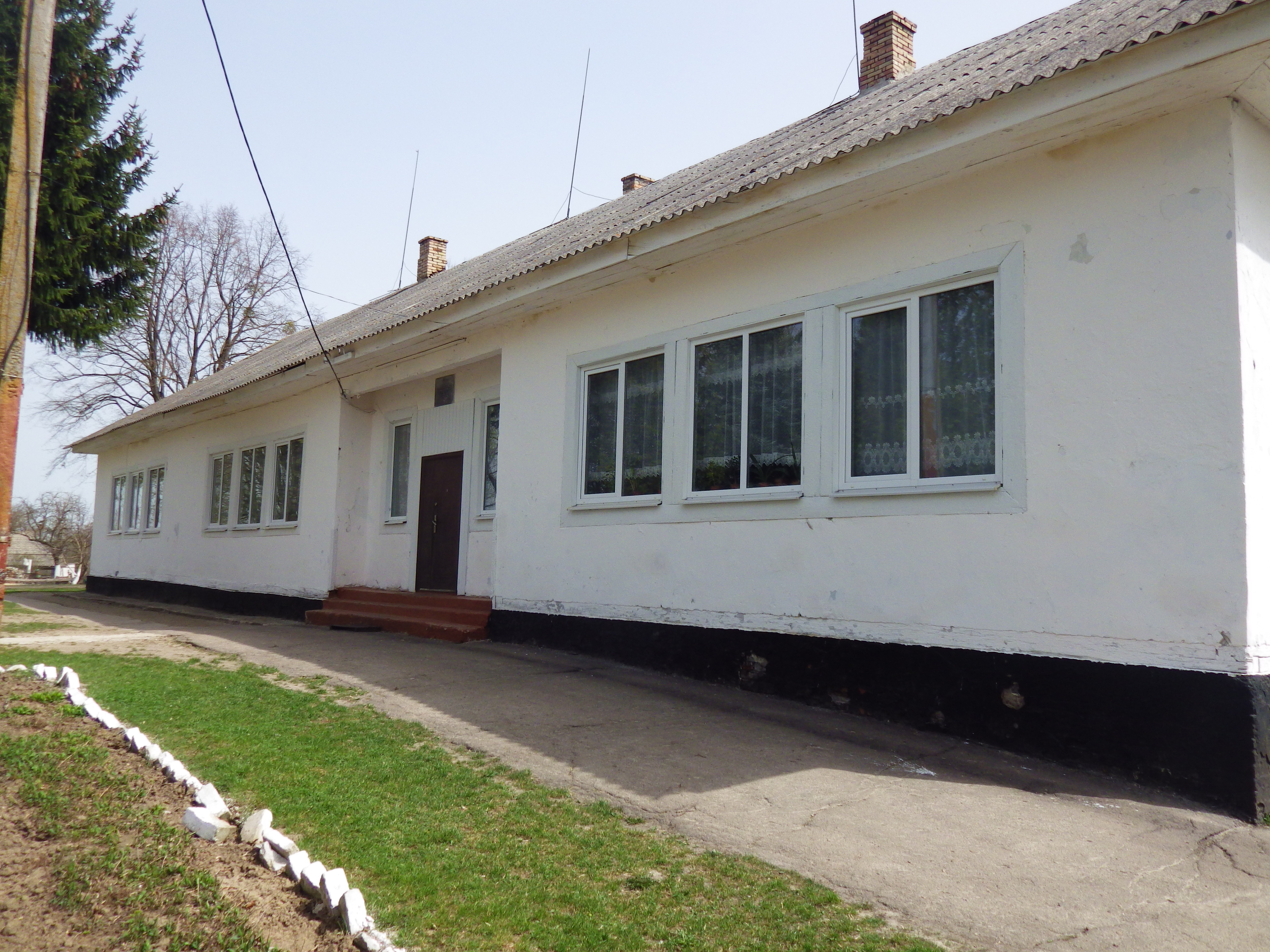
Загальноосвітня школа 1-2 ступенів
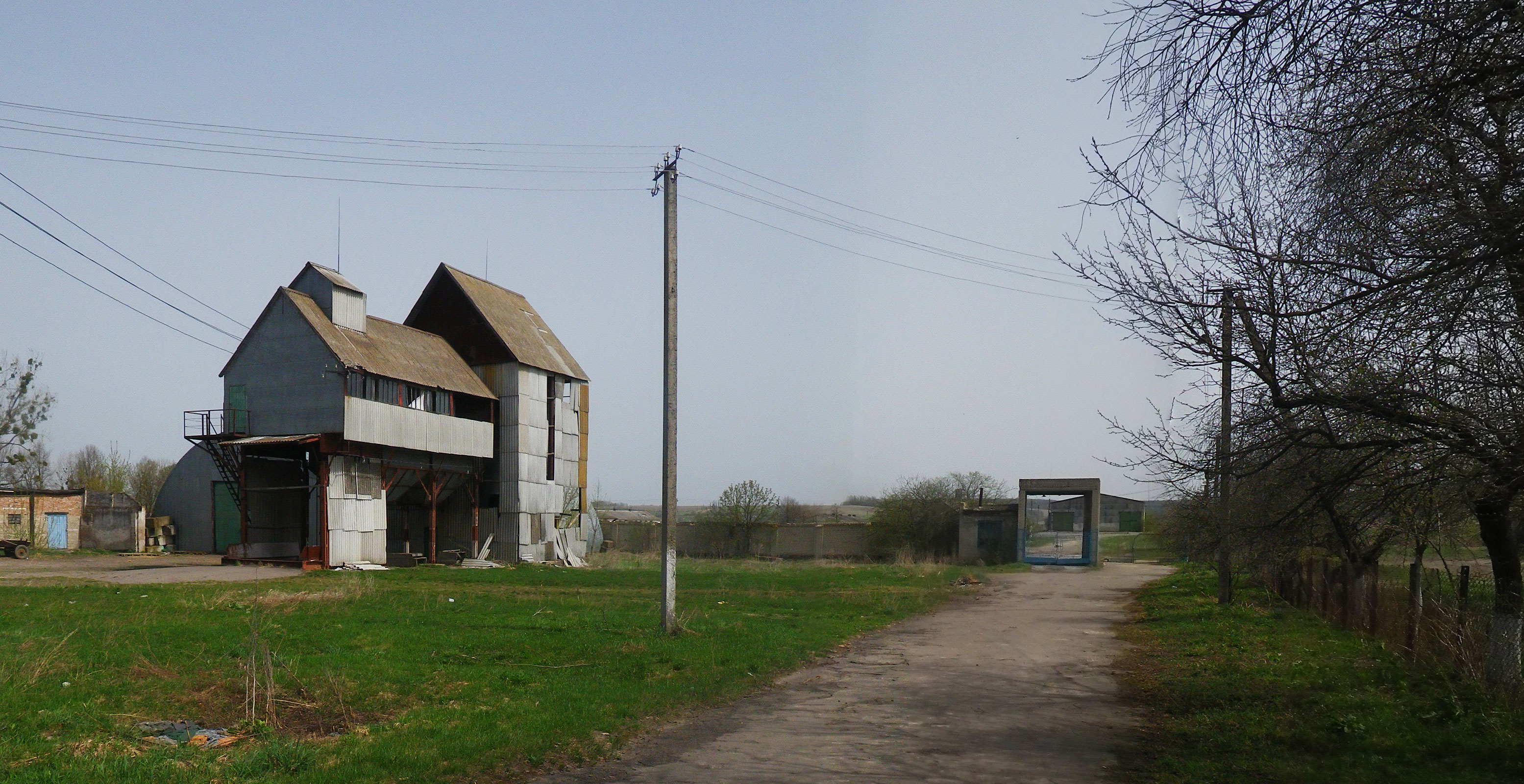
Залишки зернового сховища
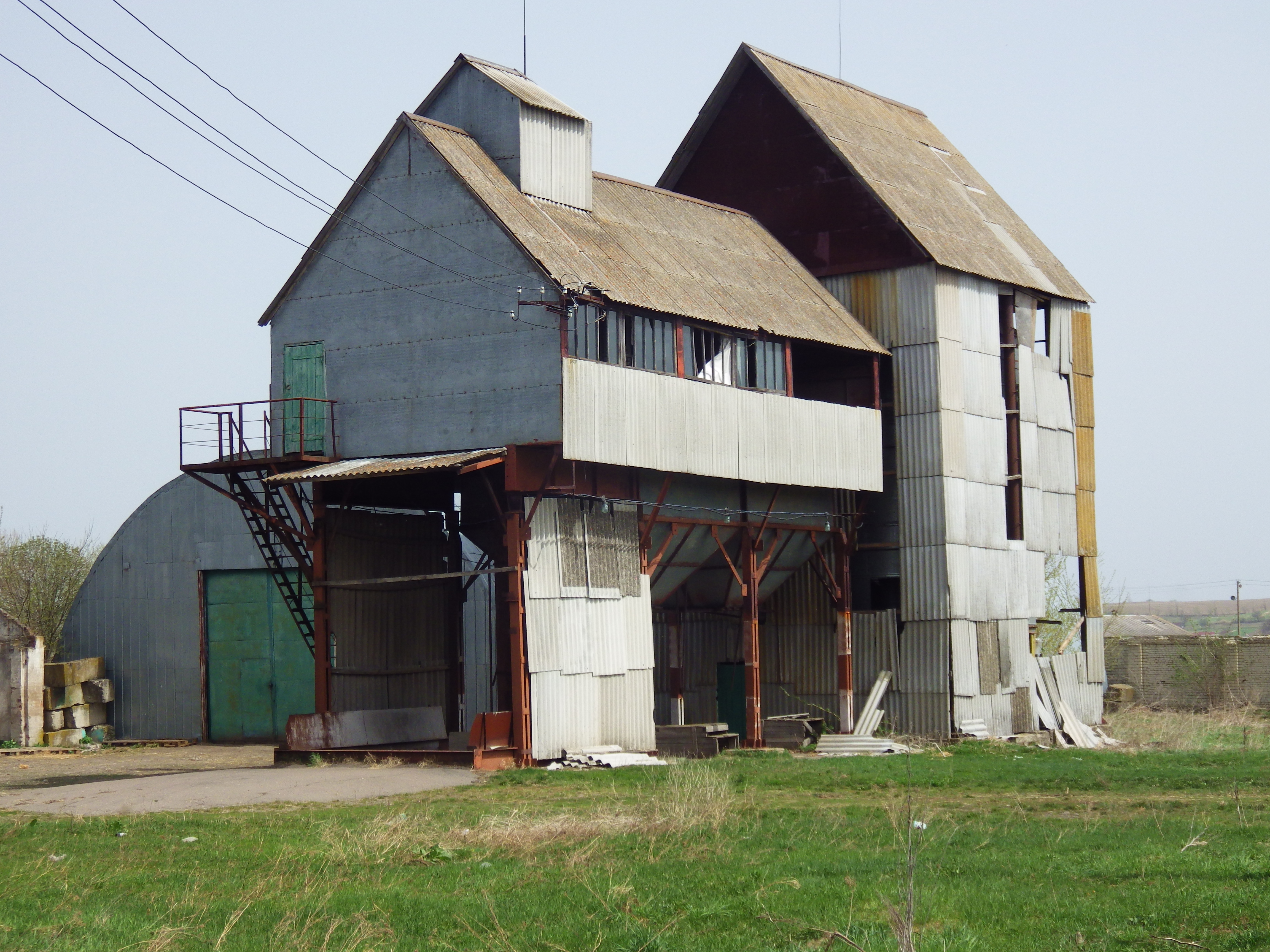
Залишки зернового сховища
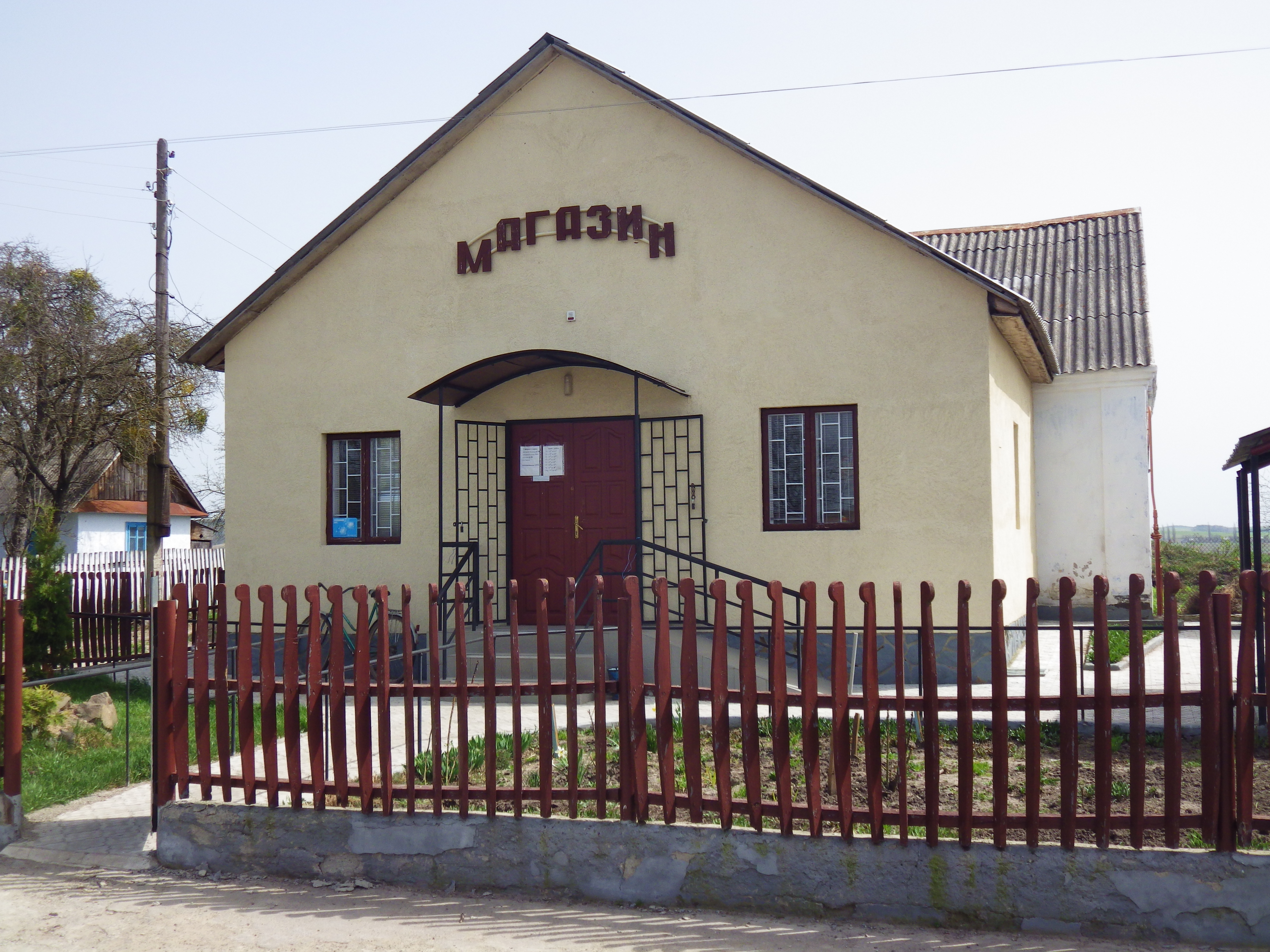
Магазин
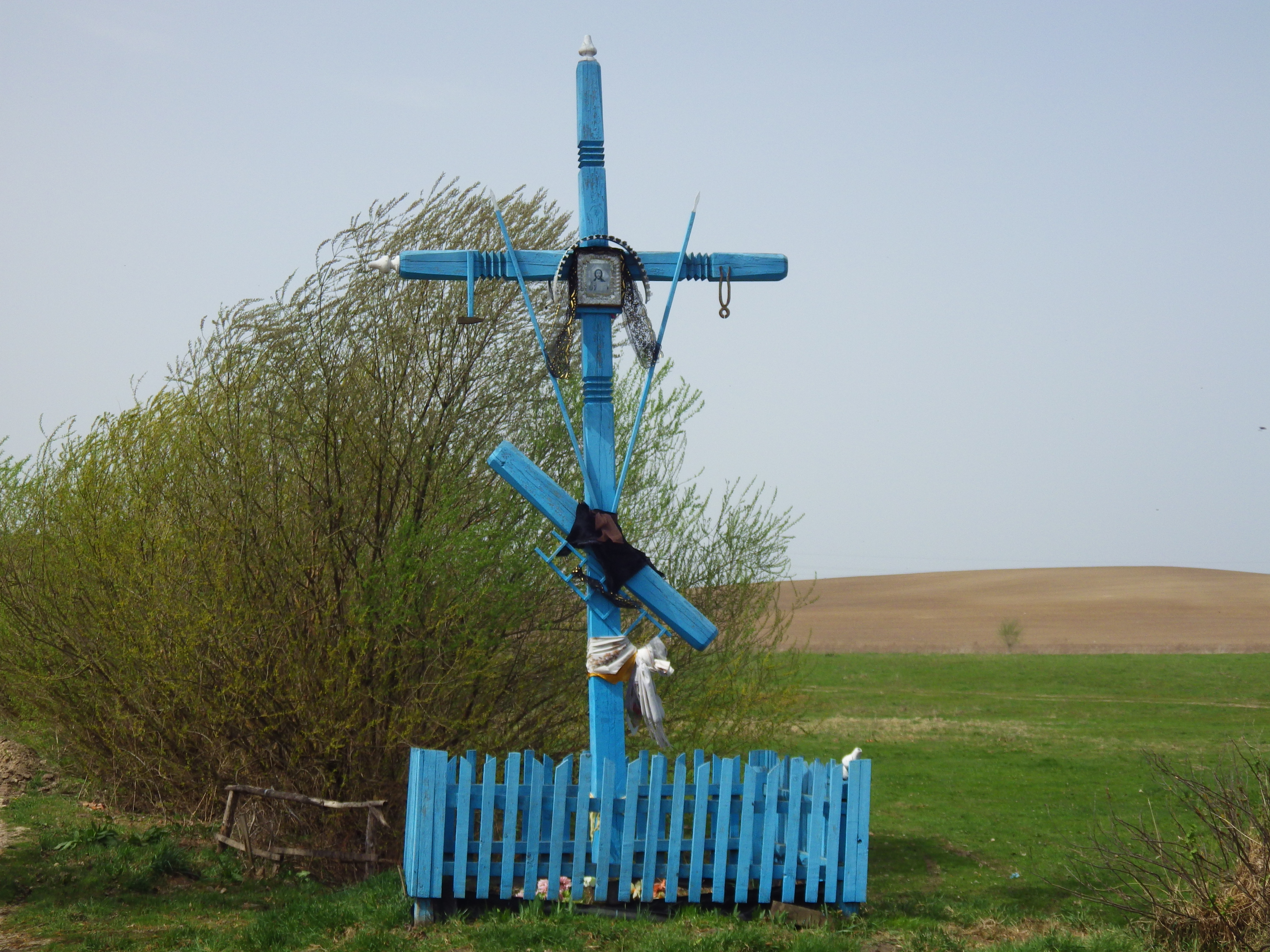
Хрест на роздоріжжі
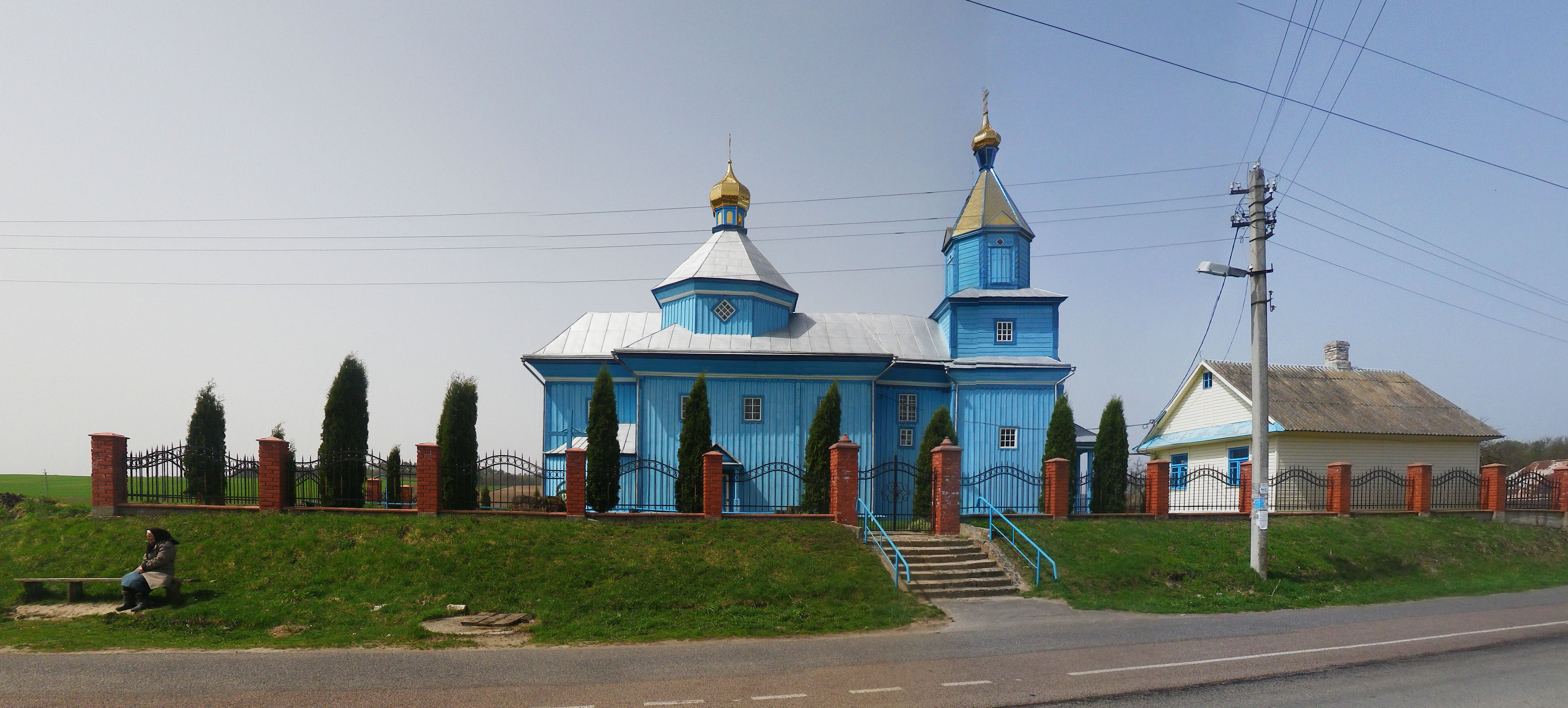
Православна церква
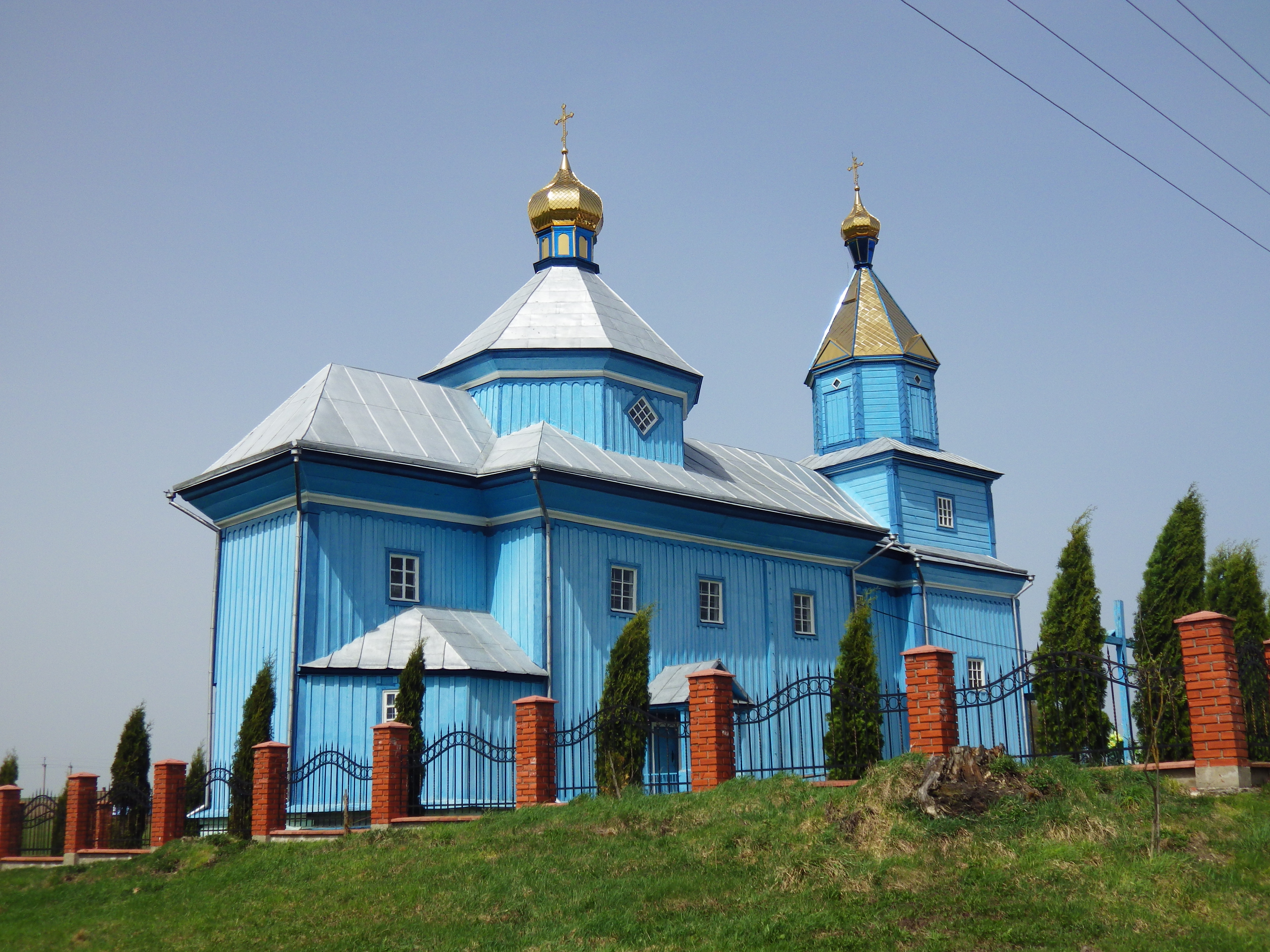
Православна церква
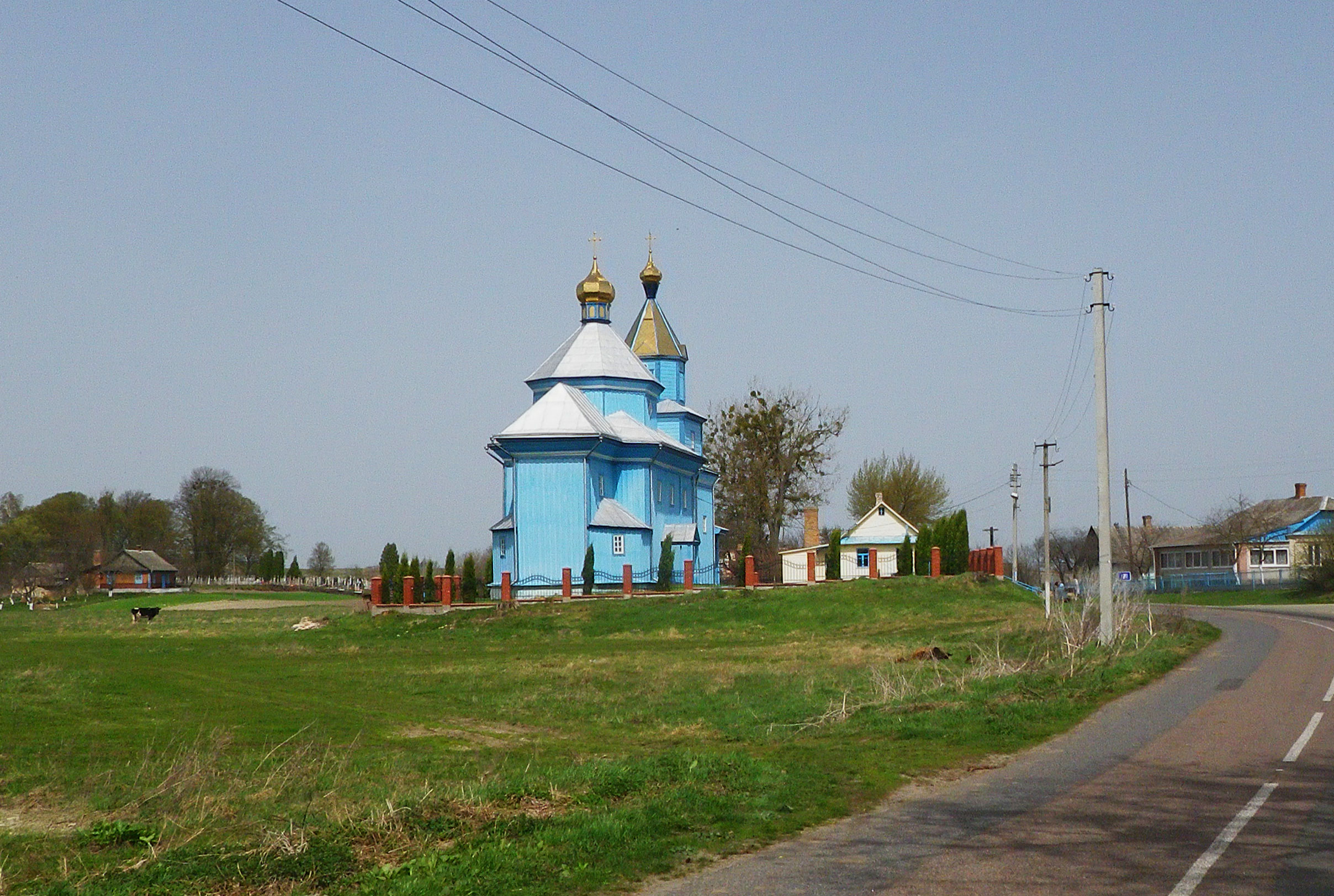
Православна церква
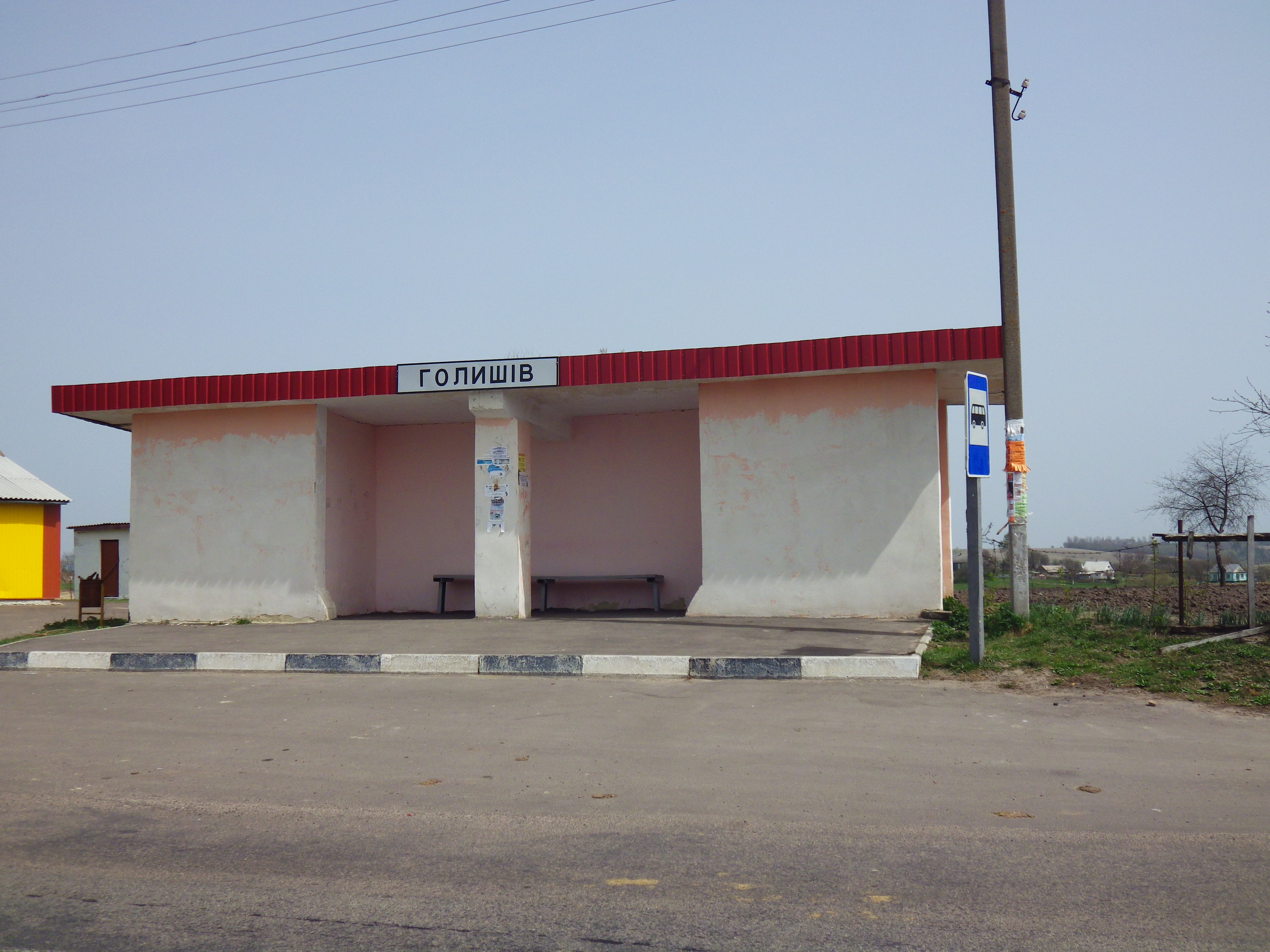
Зупинка